# Walter Chiari - Fino all'ultima risata
Walter Chiari - Fino all'ultima risata è una miniserie televisiva italiana in due puntate, trasmessa da Rai 1 il 26 e 27 febbraio 2012.
La fiction racconta la vita, i successi e gli insuccessi del grande attore Walter Chiari, interpretato da Alessio Boni.

## Trama
Roma, maggio 1970: l'attore, showman e conduttore televisivo Walter Chiari è all'apice del successo, con già ottanta film alle spalle e un record di ascolti ben consolidato. Chiari si è da poco unito all'attrice Alida Chelli, da cui sta per avere il suo primo figlio. Appena tornati dal viaggio di nozze in Australia, una brutta sorpresa li attende: la polizia preleva Walter dagli studi Rai dove si trova per un'intervista, e lo porta in commissariato. 
Chiari è indagato per detenzione e uso di cocaina. L'attore, pur con la sua proverbiale simpatia, rifugge le accuse dicendo di non saperne nulla, ma a fronte di intercettazioni telefoniche sospette, viene trattenuto in carcere fino al processo. 
Durante i cento giorni di detenzione, Walter si ritrova solo ed arrabbiato, così riflette sul suo passato. Da qui il racconto si svolge come un lungo flashback. 
Milano, 1948: nell'immediato dopoguerra, il giovane Walter Annichiarico lavora come operaio nella fabbrica Isotta Fraschini. Sul lavoro è molto socievole, allegro e dalla battuta pronta, mentre nel tempo libero è un pugile dilettante che si diverte a sfidare i suoi amici sul ring. La sua amica d'infanzia Valeria Fabrizi pensa sempre che quello sport sia troppo pericoloso, e che lui ha ben altri talenti da sfruttare. Un giorno, Valeria comunica a Walter di essere stata presa nella compagnia di avanspettacolo della starlette Sophie Blondel, e invita gli operai della Isotta Fraschini ad assistere alla sua prima esibizione. Quella sera, dopo il balletto d'inizio, lo spettacolo si deve fermare poiché il comico "Fanfulla" non può esibirsi e così il direttore ha un'idea: chiamare qualcuno del pubblico per raccontare una barzelletta, ricevendo in cambio un bacio da Sophie Blondel. Walter viene spinto sul palcoscenico quasi di prepotenza dai suoi amici, e la sua barzelletta improvvisata raccoglie molti applausi. Stupito dall'effetto che il suo carisma ha sul pubblico, Walter comincia a pensare ad una carriera nello spettacolo. Inizialmente si fa assumere nella compagnia della Blondel, anche perché quest'ultima ha un debole per lui. Serata dopo serata, Walter conquista consensi ed il suo cognome viene cambiato in "Chiari". 
Diventato un comico di discreto successo, Walter è allo stesso tempo un accompagnatore fisso di Sophie Blondel. Quest'ultima, ormai sulla quarantina e prossima a ritirarsi dallo spettacolo, fa entrare il giovane nel tunnel della droga: questo avrà forti ripercussioni sulla sua vita. 
Walter si trova stretto in una relazione con evidente differenza d'età e sente inoltre di dover puntare più in alto con il suo talento. Dopo qualche tempo, Valeria viene licenziata dalla Blondel, invidiosa della sua giovinezza e del suo intimo rapporto con Walter. Non appena quest'ultimo apprende la notizia, prende la decisione di abbandonare la compagnia che l'ha fatto esordire.
Giunto a Torino, Walter incontra il maestro Carlo Campanini, attore comico già affermato, e mette subito in scena la sua bravura con quello che sarà il suo cavallo di battaglia ("Vieni avanti, cretino!"). Grazie al sostegno di Campanini e all'aiuto dell'amica Valeria, reclutata come soubrette, Walter comincia una fortunata serie di spettacoli di successo, diventando conosciuto a livello nazionale e venendo chiamato anche a recitare in numerosi film per registi come Dino Risi e Luchino Visconti.
Da lì inizia una carriera in continua ascesa che lo porterà a diventare uno dei più grandi attori italiani del secondo dopoguerra. Una vita ricca non solo di apparizioni in tv, cinema, spettacoli teatrali, pubblicità e rotocalchi, ma anche di rapporti con splendide donne.
Nel 1951, sul set del film È l'amor che mi rovina Walter conosce la neo Miss Italia Lucia Bosè, anche lei esordiente sul grande schermo. Con lei comincia una romantica storia d'amore, che farà scalpore sui giornali. Walter infatti è capace di abbandonare il palcoscenico una sera e far saltare uno spettacolo solo per andare a trovare Lucia, impegnata nella trasmissione per eleggere la nuova Miss Italia. 
Le donne paiono avere un'importanza fondamentale nella sua vita, e lui è così passionale da dimenticarsi di orari e appuntamenti per seguirle dappertutto.
Walter arriva al punto di volerla sposare e le regala un anello; lei gli risponde che ci penserà, ma deve raggiungere la Spagna per girare un film.
Tempo dopo, Walter scopre che Lucia non tornerà più da lui: si è sposata con il torero Luis Miguel Dominguín.
Nel corso degli anni Cinquanta, Walter si fa strada come conduttore di vari programmi televisivi per la RAI (primo fra tutti Studio Uno) e interpreta film anche all'estero. In questo periodo conosce l'attrice americana Ava Gardner, una delle donne più belle del mondo, con cui ha un lungo ma travagliato rapporto. Infatti, Ava è una presenza incostante, soffre di disturbi psichici, ha problemi con l'alcool ed è parecchio gelosa. Intanto Walter comincia ad accusare il peso del suo successo: la relazione altalenante con Ava, i numerosi impegni in teatro, cinema e tv, gli occhi di giornalisti e paparazzi sempre addosso lo sottopongono a costante stress. L'uomo cerca conforto nell'amica Valeria (diventata nel frattempo cantante) e talvolta nella droga (da cui è ormai dipendente).
Troncato il rapporto con Ava Gardner, Walter continua la sua ascesa, presentando programmi importanti come il Festival di Sanremo e molte edizioni di Canzonissima.
Nel 1966, durante un provino per Canzonissima, Walter conosce la giovane cantante romana Alida Chelli. Inizialmente diffidente, poiché pensa che Alida sia raccomandata dal padre (il maestro Rustichelli), si deve subito ricredere quando la sente cantare. Pur essendoci vent'anni di differenza, i due si innamorano e passano insieme anni felici. Una sera d'inverno, improvvisano una fuga d'amore a Rio de Janeiro, quando invece Walter avrebbe dovuto essere a Roma per uno spettacolo. La sua tendenza a non rispettare gli impegni e considerarsi al di sopra delle regole gli viene ancora una volta perdonata. 
Deciso ad andare a vivere insieme ad Alida, Walter acquista una villa a Roma, ma mentre sono in corso i lavori deve partire per l'Australia, dove sono in corso le riprese di un suo film. Quando Alida gli telefona per comunicargli che sta aspettando un bambino, lui è così eccitato dalla notizia da volerla sposare subito; senza pensarci, Alida prende l'aereo e raggiunge Walter in Australia per celebrare le nozze. 
Tutto, dal successo alla famiglia, sembrano essere idilliaci, ma è a questo punto che terminano i ricordi di Walter. Lui ora è in prigione in attesa di un processo che sconvolgerà la sua vita. È felice quando apprende da un secondino che suo figlio Simone è nato e sta bene, ma al tempo stesso è rattristato per non aver potuto assistere alla nascita. 
Roma, agosto 1970. Walter Chiari viene fatto uscire dal carcere dal suo avvocato, ricongiungendosi ad Alida e a Simone appena nato. Ma l'attore non ha molto tempo da dedicare alla famiglia: deve preparare la propria difesa. Il tribunale ha infatti incriminato insieme a Chiari diversi spacciatori, tra cui Maurizio Pantanella, proprio colui che da tempo forniva la droga a Walter. Quest'ultimo si giustifica dicendo di non aver mai più assunto cocaina dei tempi del suo esordio (anni quaranta) e che Pantanella era solo un conoscente a cui faceva dei favori, cosa molto comune per lui che aiutava sempre le persone in difficoltà. 
Ma il giudice sembra non convinto dalla sua versione dei fatti ed è oltretutto irritato dalla superiorità di Chiari, il quale continua a pensare che il processo sia solo una montatura per fare audience sfruttando la sua fama. 
A casa, Walter si occupa del suo bambino con amore e nasconde i timori con ironia e sarcasmo. Riceve visita da Valeria, anche lei appena sposata, la quale invece è molto preoccupata per la situazione; ma Walter la rassicura: è convinto che vista la sua fama, la giustizia chiuderà un occhio e lui tornerà presto quello di prima.
Il destino, però, è avverso: i produttori RAI decidono di non rinnovare il contratto a Walter e di escluderlo dalla conduzione di qualsiasi loro programma fino a quando lui non avrà risolto i suoi problemi con la giustizia. 
Frustrato e sconcertato, Walter vede sgretolarsi la sua carriera giorno dopo giorno, trascura la famiglia e finisce col perdere la stima e l'affetto di Alida. 
Dopo mesi di udienze e ricorsi, nel 1972 il tribunale condanna infine Walter a 2 anni di carcere. Una pena relativamente lieve, che gli consentirebbe di tornare subito libero con la condizionale, ma è stato comunque dichiarato colpevole. A questo punto, sia registi che produttori gli gireranno le spalle. 
A casa lo attende un'altra brutta notizia: Alida, amareggiata dalla condanna e non perdonando a Walter il fatto di averle nascosto la sua dipendenza dalla cocaina, ha deciso di divorziare e partire per l'America, portandosi dietro Simone. L'uomo cerca di trattenerla, ma senza successo: alla fine prevale la tristezza, e le lacrime per dover salutare suo figlio.
Al ritorno in scena, Walter scopre che le porte del mondo dello spettacolo per lui si sono chiuse: ricomincia a lavorare come showman, ma senza raggiungere più i livelli di successo di un tempo.
1974: per mantenersi Walter è costretto ad esibirsi ogni sera in un locale diverso, viaggiando per la penisola senza quasi mai fermarsi, e questo non è facile per un uomo di cinquant'anni che ha nostalgia dei riflettori. 
Un giorno, dopo uno spettacolo a Riccione, si ferma a Cervia da un suo amico e ammiratore, Bruno Guidazzi, con cui gioca a tennis. Walter deve recarsi entro quella sera sull'altra costa a Montecatini, per uno spettacolo insieme ad Ornella Vanoni: Bruno gli offre un passaggio in macchina. 
Durante la serata Walter stupisce il pubblico con una delle sue barzellette e gioca anche un piccolo scherzo all'amico Bruno, che viene chiamato sul palco senza preavviso.
Dopo lo spettacolo Bruno dovrebbe tornare a casa, ma Walter lo ospita in camera sua per non farlo viaggiare di notte. In quell'occasione, Guidazzi fa notare all'amico che lui ha ancora qualcosa da dare al pubblico. Gli italiani in fondo, non hanno mai smesso di volergli bene e Walter ha dentro di sé le idee giuste per rilanciarsi, ma non può farcela da solo. Ha bisogno di una persona fidata che lo sostenga moralmente e gli organizzi le serate nei posti giusti.
Bruno decide così di seguire il suo amico in giro per il paese e fargli da manager.
Durante gli anni settanta la coppia Chiari-Guidazzi sembra funzionare: Walter ha l'agenda piena di impegni in tutta Italia e molti locali anche di un certo spessore cominciano a chiamarlo. Nonostante questo, però, l'attore è ancora un po' deluso per non essere riuscito a tornare sugli schermi. Oltretutto la sua scarsissima parsimonia, le spese del divorzio e gli alimenti per il figlio fanno sì che Walter si trovi sempre a corto di soldi. Così si trascina di serata in serata, incoraggiato da Bruno, anche se comincia a sentirsi stanco per tenere testa ai suoi impegni, e inoltre pare non aver superato completamente la sua dipendenza dalla cocaina. 
1978: la vita di Walter è allietata dalla visita del figlio Simone, il quale è cresciuto a Dallas con la madre e viene in Italia raramente. Al contrario di Walter, Simone è un ragazzino timido e distaccato, ma è molto legato a suo padre, con cui trascorre giornate spensierate all'insegna del divertimento e dello spirito di gruppo. Pur essendo Walter un padre distante e a volte inaffidabile per Simone, tra i due si instaura una complicità indissolubile.
Milano, 1982: Walter ha finalmente l'occasione di tornare davanti alle telecamere con le nascenti televisioni private. Grazie all'aiuto di Bruno, approda a Rete 4 dove si sta preparando un programma di quiz. Le premesse sono buone, e siccome la Fininvest manderà in onda le puntate in tutta Italia, Walter sarebbe di nuovo conosciuto a livello nazionale, ma la cosa non supera le sue aspettative: il programma è di basso profilo, viene trasmesso nella fascia pomeridiana (poco ascoltata) e la Mediaset vorrebbe anche che lui facesse delle telepromozioni durante le puntate. Bruno, che ha faticato tanto per fargli ottenere quel lavoro, dice di accettare il compromesso per poter ritrovare un po'  di quella fama perduta. Ma in quel periodo Walter, alla continua ricerca di svago per non pensare a quanto è finito in basso dopo tanto successo, frequenta cattivi giri di persone, ricominciando probabilmente a drogarsi, dipendenza dalla quale diventa sempre più difficile smettere. Con pazienza, Bruno tenta di frenare i suoi eccessi, ricorrendo persino all'aiuto di Valeria con cui Walter non parla da anni, ma senza successo. Alla fine l'accordo con Rete 4 va a monte: all'ultimo Walter ci ripensa e non si presenta a firmare il contratto, lasciando i produttori e il manager ad attenderlo invano.
A questo punto Bruno, stufo di spostarsi continuamente e di vedere che l'amico butta al vento le occasioni a causa del suo ego, a malincuore si dimette e fa ritorno a casa, non prima di aver salutato Walter e di aver ammesso di essersi divertito a stargli dietro per tanto tempo.
1984: Ormai sessantenne e rimasto senza manager, Walter si mostra più umile e accetta la conduzione di programmi come Mezzogiorno di Gioco  per Antenna 3, un'emittente locale lombarda. Il lavoro non lo soddisfa granché e per di più il direttore dell'emittente lo tiene sempre sott'occhio per evitare che sparisca facendo saltare delle puntate, anche se lui trova sempre un modo per svincolarsi. In questo periodo non riesce a stare lontano dal figlio adolescente Simone, tornato da poco a vivere a Roma, con il quale adesso riesce ad instaurare un rapporto quasi costante. Tuttavia Walter sente il peso dei suoi anni: capisce che sta diventando vecchio, che il mondo dello spettacolo è ora pieno di giovani comici e presentatori promettenti, e lui non riesce più a stare al passo.
La sua ironia si trasforma in malinconia: sempre più svogliato, Walter perde anche il lavoro ad Antenna 3, poiché il direttore non tollerava oltre i suoi ritardi, e continua a vagare per l'Italia tra spettacoli e piccole trasmissioni.
1986: Stanco di viaggiare e visibilmente invecchiato, Walter fa visita a Valeria. Quest'ultima lo accoglie in casa propria per qualche giorno. Durante una chiacchierata a cuore aperto con l'amica, Walter mette in discussione la propria vita, troppo votata al pubblico e poco alle persone care, finché al primo passo falso la gente l'ha accusato, messo da parte e, a poco a poco, dimenticato.
Mentre riflette su queste cose, Walter è colto da una lieve aritmia miocardica, che lo costringe ad un ricovero d'urgenza. Per fortuna si salva, ma il suo dottore lo mette in guardia: il suo malore è stato preceduto da avvisaglie che lui ha ignorato per anni, ma ora deve smettere definitivamente con gli eccessi e ridurre lo stress.
Walter mette in pratica i consigli del cardiologo: annulla quasi tutti gli impegni e passa lunghe giornate da solo a pensare, accettando talvolta la compagnia di Valeria e Simone. Proprio quest'ultimo gli intima di lasciarsi il passato alle spalle e gli propone un copione scritto da due ragazzi di Milano. Sentendosi ormai inutile al cinema, Walter è sfiduciato, ma quando capisce che il film racconta la storia di un padre e un figlio rimasti separati per anni, accetta il ruolo di coprotagonista nella pellicola di Romance, diretto da Massimo Mazzucco. La sua interpretazione si rivela molto profonda ed autentica: grazie al film, il grande pubblico lo riscopre e Walter arriva ad un passo dalla Coppa Volpi alla Mostra Internazionale d'Arte Cinematografica di Venezia. Sfuggitogli il premio per un soffio, capisce che non ha ancora finito di espiare le sue colpe.
Termina i suoi giorni in solitudine e dimenticato, in un residence della periferia milanese, davanti ad un televisore che trasmette i suoi vecchi sketch.

## Produzione
Realizzata da Casanova Multimedia e da Rai Fiction, la miniserie (inizialmente nota come Il mio amico Walter) è stata prodotta da Luca Barbareschi, diventato a suo tempo amico di Walter Chiari durante la lavorazione di Romance; sul set di quel film, Chiari si era fatto promettere dal giovane collega che un giorno avrebbe realizzato un film sulla sua vita.
Alessio Boni, protagonista della fiction e straordinariamente somigliante a Chiari, ha dichiarato più volte come questo sia stato il ruolo più difficile della propria carriera («sono diventato pazzo a interpretarlo, ma ne è valsa la pena»), essendo Walter Chiari un personaggio ancora ben radicato nella memoria degli spettatori, e quindi inevitabilmente confrontabile con l'interprete. Nel prepararsi al ruolo, Boni ha evitato di imitare Chiari per non incappare in un possibile scimmiottamento («non ho nemmeno provato a imitarlo, sarebbe stato inutile»), e per mesi ha letto e visto tutto ciò che era inerente all'attore, facendo suo il modo di parlare («sincopato, aritmico, quasi jazzistico») e la gestualità.
Il regista Enzo Monteleone ha parlato della miniserie come di un buon modo per ricordare Walter Chiari, un uomo che «ha dato tanto allo spettacolo italiano. Ha divertito generazioni diverse. È stato maltrattato e dimenticato troppo in fretta. Con questo film abbiamo cercato di ricordarlo». Monteleone ha raccontato che durante i mesi della lavorazione ha incontrato molte persone che hanno realmente conosciuto l'attore, ed ha potuto constatare ancora un grande affetto, oltre che una grande nostalgia, nei suoi confronti. Inoltre «fare un film sulla vita di Walter Chiari significa attraversare vari decenni dello spettacolo italiano, dal varietà, al cinema, al musical, alla televisione. E poi la Dolce Vita, le dive, i grandi amori. Insomma la vita avventurosa di Walter doveva essere raccontata».
Simone Annicchiarico, figlio di Walter Chiari e di Alida Chelli, ha svolto il ruolo di consulente al progetto; inizialmente poco convinto dai contenuti della fiction, ha poi cambiato opinione quando ha capito in che modo il produttore Barbareschi voleva tratteggiare suo padre. Annicchiarico è anche apparso in un breve cameo nei minuti iniziali della fiction.
La trama si ispira ai fatti e momenti più significativi della vita dell'attore, cogliendone la realtà della persona sia dal punto di vista umano che artistico. Non è raccontata come un'agiografia, ma bensì come una vicenda umana, molto travagliata. La miniserie si concede però alcune licenze in fase di sceneggiatura, inventando o modificando alcuni aspetti della biografia; questa scelta non è stata apprezzata da una parte di pubblico e critica, ma è stata parzialmente difesa da Simone Annicchiarico, che ha commentato: «un sacco di gente mi scrive o mi messaggia indignata per come è stata sceneggiata questa fiction sul mio babbo, e allora vi rispondo: mi ricordate per favore una fiction che si è attenuta alla realtà? La maggior parte di fiction dedicate a personaggi storici sono finite in tribunale. Una cosa è un documentario ...Un'altra è una fiction. La prima è realtà o almeno una ricostruzione, la seconda è pura finzione...» In seguito lo stesso Annicchiarico ha puntualizzato che, nonostante «Alessio Boni è straordinario, da fargli un monumento per quanta dedizione ha messo nel personaggio», riguardo alla sceneggiatura, «se nella prima puntata l'85 per cento delle cose sono vere e il restante 15 è romanzato, nella seconda è esattamente il contrario: l'85 per cento è inventato [...] Ne esce fuori un uomo fallito, dominato da brutti demoni, mentre lui era di un'allegria contagiosa, aveva un sacco di persone intorno. Tutto il contrario di quello che si è visto lì».

## Accoglienza
La critica è stata pressoché unanime nel lodare l'ottima interpretazione di Alessio Boni, che è riuscito a rappresentare al meglio le varie sfaccettature di Walter Chiari. In particolare, Alessandra Comazzi, de La Stampa, ha parlato di «una davvero notevole interpretazione di Alessio Boni, signor attore d'Accademia [...] Dunque Boni, alla Actor's Studio, "diventa" Chiari. Ma nello stesso tempo, alla italiana, alla Mastroianni, non imita ma interpreta».
Commenti meno lusinghieri sono stati rivolti in generale alla miniserie e alla sua realizzazione. Aldo Grasso, del Corriere della Sera, ha parlato di una «rivisitazione superficiale e maldestra», in cui «alla ricostruzione si è preferito la caricatura», commentando: «e dire che con tutto il materiale di repertorio che esiste su uno dei più grandi entertainer dello spettacolo italiano era quasi impossibile costruire una fiction così brutta. Ci sono riusciti»; la Comazzi ha espresso un giudizio meno netto ma anch'esso un po' deluso, scrivendo in merito di «un bel lavoro, peccato che, oltre alla personalità dell'artista, non sia resa di più pure l'aria dei tempi. Deve essere questione di costi».
In seguito alla recensione non entusiasta di Grasso, la Casanova Multimedia ha replicato alle critiche attraverso un messaggio sul proprio sito web, contestando tra le altre cose l'idea di dover seguire a tutti i costi una «rigida verosimiglianza» nel presentare una storia, e spiegando che: «l'ambizione di Walter Chiari non era fornire un documento filologicamente esatto della vita di un protagonista della TV italiana, ma costruire un racconto emozionante e comprensibile per gli spettatori di oggi».

## Ascolti
| Puntata | Prima TV Italia  | Telespettatori | Share  |
| ------- | ---------------- | -------------- | ------ |
| 1       | 26 febbraio 2012 | 5.535.000      | 21,01% |
| 2       | 27 febbraio 2012 | 6.452.000      | 22,66% |